# Тимофеева, Ульяна Тимофеевна
Ульяна Тимофеевна Тимофеева (псевд. Ульяна, Шербиге, Шерпике) (4 октября 1897, Старое Дуваново — 23 марта 1981, Чебоксары) — советская театральная актриса, режиссёр, педагог, переводчик, диктор радио, публицист, общественный деятель.
Актриса Театра им. В. Э. Мейерхольда (1929—1932), Чувашского драматического театра (1936—1941).

## Биография
Родилась в селе Старое Дуваново Буинского уезда Симбирской губернии. В 1913 году окончила Симбирскую чувашскую учительскую школу, а также женские педагогические курсы при ней (1916).
С 1916 по 1918 год работала учителем в сельских школах: в селе Трёхбалтаево Шемуршинской волости, деревне Татарские Кунаши Цивильской волости и селе Ибреси. С 1918 по 1920 года работала артисткой Чувашской труппы 5-й армии Восточного фронта РККА под руководством Г. В. Тал-Мрзы. Театральным дебютом Ульяны Тимофеевны была роль Арины Пантелеймоновны («Женитьба» Н. Гоголя) в 1918 году. С осени 1918 года и до 1919 года — артистка Чувашского театра в Казани. В 1922 году закончила Казанский педагогический институт. В 1922 году из Казани переезжает в Чебоксары. 
С 1922 года до 1924 год артистка Чувашского драматического театра в Чебоксарах. Перевела на чувашский язык пьесу В. Кутиной «Вера — коммунистка», которая в 1926 году была издана отдельной книгой. В сезон 1926—1927 Наркомпрос Чувашской АССР заключает договоры с актёрами Тани Юн, У. Т. Тимофеевой, К. Егоровым и др. Ульяна Тимофеева также ставила спектакли в Чувашском колхозном театре в городе Ядрин, Чувашском академическом драмтеатре, на Чувашском радио. С 1928 по 1929 год также значится артисткой Чувашского драматического театра в Чебоксарах.
С 1929 по 1932 год работает артисткой в Москве в Театре им. В. Э. Мейерхольда. В 1932 году окончила Высшие государственные экспериментально-театральные мастерские в Москве (руководитель В. Э. Мейерхольд), став первой чувашской драматической актрисой с высшим театральным образованием.
В 1932 году вернулась в Чебоксары, где с 8 марта начинает регулярные радиопередачи Чувашская радиостанция; Ульяна Тимофеева — в числе первых дикторов. До 1936 года она работает режиссёром и диктором Чувашского радиокомитета. С 1936 по 1941 года — снова в Чувашском драматическом театре.
В 1937 году вступает в конфликт с директором театра И. С. Максимовым-Кошкинским, который на основании показаний Ульяны Тимофеевой 13 июня 1937 года был арестован НКВД Чувашской АССР по обвинению по статье 154 УК РСФСР. 17 июля, несмотря на то, что У. Т. Тимофеева отказалась от своих показаний, Народный суд города Чебоксары приговорил И. С. Максимова-Кошкинского по ст. 154 УК РСФСР к 5 годам лишения свободы. Приговор был обжалован, и 11 августа 1938 года был отменен, дело было направлено на дорасследование. Новый приговор (с новыми обвинительными статьями) Верховного суда Чувашской АССР от 26 ноября 1939 года был также отменен, дело возвращено на новое рассмотрение в ином составе судей. В итоге дело в отношении И. С. Максимова-Кошкинского было прекращено 17 мая 1940 года за недоказанностью собранных по делу доказательств.
После июня 1941 года Ульяна Тимофеева вместе с другими артистами Чувашского академического драмтеатра (с Борисом Алексеевым, Иваном Мучи, Алексеем Ургалкиным, Еленой Шорниковой) гастролировала по деревням Чувашской АССР.
Занималась публицистикой, перед уходом на пенсию работала бухгалтером. Умерла 23 марта 1981 года в Чебоксарах.

## Отзывы
По словам В. Ф. Макарова, актриса Ульяна Тимофеева обладала «своеобразными голосовыми и внешними данными, ярким артистическим темпераментом, актриса исполняла в основном главные и характерные роли».
Чувашская театральная актриса Тани Юн, репрессированная в 1936 году, в своих воспоминаниях писала: «восстановиться в театре по-доброму не получается <…>, актрисы те же <…>, что посадили меня в тюрьму, они все здесь, на местах. И мужу моему тоже они помогли сесть. <…> и теперь очевидно, кто мутит воду в театре, — это Ульяна Тимофеева. Цель у неё и других была одна — выжить меня из театра».

## Театральные роли
- Арина Пантелеймоновна («Женитьба» Н. Гоголя, 1918).
- Степанида («На суде» Ф. Павлова, 1919),
- Кетерук («Проклятое племя» П. Осипова, 1927),
- Елюк и Ескар («В деревне» Ф. Павлова, 1929),
- Елена Васильевна («Садур и Илем» М. Максимова-Кошкинского, 1936),
- Тайби («Под гнетом», инсценировка Ф. Трофимова по пьесе С. Эльгера, 1936).
- Мурзавецкая («Волки и овцы» А. Островского, режиссёр М. Яковлев-Кокки, 1936),
- Екатерина II («Айдар» П. Осипова, 1937),
- Васса Железнова («Васса Железнова», режиссёр И. Осипов, 1937),
- Анна Ивановна («Бедность не порок», режиссёр К. Иванов, 1937),
- Кабаниха («Гроза», режиссёр Е. Токмаков, 1938),
- Василиса Мелентьева (в одноимённой драме А. Островского, режиссёр Е. Токмаков, 1940).
- Санитарка Оля («Платон Кречет» А. Корнейчука)